# Laura Perico
Laura Perico (Bogotá, 29 de setembro de 1989) é uma atriz colombiana de descendência italiana. Tornou-se amplamente conhecida por interpretar Marina Ochoa na série Narcos, da Netflix.

## Filmografia

### Telenovelas
| Ano       | Título                  | Papel                              |
| --------- | ----------------------- | ---------------------------------- |
| 2003      | Francisco el Matemático | Danae "La Mutante"                 |
| 2004      | Padres e Hijos          |                                    |
| 2005      | Juego Limpio            | Cecilia Patricia "Patico" González |
| 2005      | Juegos Prohibidos       |                                    |
| 2006      | Amores de Mercado       | Natalia Álamo                      |
| 2007      | Pocholo                 | Sara Larrea                        |
| 2007      | Pura Sangre             | Young Irene Lagos                  |
| 2007-2008 | Victoria                | Mariana Mendoza Santiesteban       |
| 2009      | El Penúltimo Beso       | Clara de Luna Izquierdo Preciado   |
| 2010      | Rosario Tijeras         | Leticia de Bedout                  |
| 2010      | El clon                 | Natalia Ferrer Antonelli           |
| 2012      | ¿Dónde está Elisa?      | Elisa León Jiménez                 |
| 2014      | Dr. Mata                | Elvira Ferro                       |
| 2014      | La suegra               | Carolina López de Burgos           |
| 2015      | Narcos                  | Marina Ochoa                       |
| 2016      | La niña                 | Juliana Montealegre                |
| 2018      | Garzón vive             | Tatiana Saénz Santamaría           |
| 2018      | El Rey del Valle        | Anabel del Valle                   |
| 2019      | Bolívar                 | Elsa Gonzáles                      |
| 2019      | Juego con Fuego         | Andrea Jaramillo                   |
| 2020      | Los Internacionales     | Mafe García                        |